# Endoxyla macleayi
Endoxyla macleayi is een vlinder uit de familie van de Houtboorders (Cossidae). Deze soort is voor het eerst wetenschappelijk beschreven als Eudoxyla macleayi door Walter Wilson Froggatt in een publicatie uit 1894.
De spanwijdte varieert van 15,5 tot 27 centimeter.
De soort komt voor in Australië (Queensland en New South Wales).
De rups van deze soort leeft in de bast van Eucalyptus tereticornis (Myrtaceae).